# Остоја Спуж
Остоја Спуж Спужић (Спуж, око 1765—1814) је био српски војвода у Карађорђевој Србији за време Српске револуције 1804. године.

## Биографија
Мачвански кнез и војвода Остоја Спуж доселио се из Спужа у Црној Гори у Србију и настанио се у Шапцу. По породичном предању Остоје Спужа, када је у Србију дошао из Спужа из данашње Црне Горе, донео је доста оружја, пушака и сабљи. Пре Првог српског устанка имао је чету хајдука, затим је био први шабачки старешина, пре војводе Луке Лазаревића. Био је постављен је за команданта Шапца.
Као војвода Остоја Спуж, касније је био члан магистрата у Шапцу, у дворској улози кнеза.
Остоја Спуж је учествовао у биткама око Шапца, у опсади Београда и у освајању и ослобађању Пожаревца. Приликом првог заузимања Шапца, са породицом се настанио у граду Шапцу, односно Шабачкој тврђави 1804. године, према Мемоарима Матије Ненадовића.
Остоја Спужић је преминуо ноћ уочи Другог српског устанка.
Код његовог сина Јована Спужића сачувани су његови ратни трофеји, сабље, кубуре и пушке.
Око 1800. године, када је имао тридесет година, Остоја Спуж се оженио Василијом Урошевићем из села Грушића. Остоја и Василије Спужић имали су два сина Јована и Ђорђа и две ћерке Милицу и Анђелију.
Деда Слободана Јовановића је био Остоја Спуж.